# باهرة جصية
باهرة جصية (الاسم العلمي: Agave gypsophila) هو نوع من النباتات يتبع جنس الباهرة من الفصيلة الهليونية.